# Michele Florino
Michele Florino (Napoli, 13 aprile 1940) è un politico italiano.

## La carriera politica
Capo della sezione locale di Napoli del MSI dagli anni settanta, il 19 giugno 1975 il gruppo a cui apparteneva lanciò una molotov contro una ragazza, Iolanda Palladino, rea di trovarsi nelle strade di Napoli la sera della vittoria del primo sindaco comunista della città. La ragazza morì due giorni dopo e nessun processo venne operato per questo crimine, verso il quale nessuno della sezione "Berta" ha mostrato alcun pentimento. 
Nel 1984 diviene membro della Camera dei Deputati (in corso di legislatura subentrando al posto di Marcello Zanfagna, deceduto nel 1984) con il MSI-DN. Nel 1987 viene eletto al Senato della Repubblica. Nel 1992 viene confermato al Senato della Repubblica. Nel 1994 viene eletto al Senato della Repubblica per Alleanza Nazionale. Nel 1996 viene confermato al Senato della Repubblica per Alleanza Nazionale. È membro della 11ª Commissione permanente (Lavoro, previdenza sociale) e della Commissione d'inchiesta sul fenomeno della mafia.
Nel 2001 è confermato al Senato della Repubblica per Alleanza Nazionale. È membro della 11ª Commissione permanente (Lavoro, previdenza sociale), della Commissione di inchiesta sugli infortuni sul lavoro e della Commissione d'inchiesta sul fenomeno della mafia. Nel 2007 aderisce a La Destra di Francesco Storace. Nel 2011 passa al partito Fiamma Tricolore di Luca Romagnoli.
Il 15 novembre del 2008 Florino viene accusato dal pentito della Camorra Giuseppe Misso di essere il mandante degli omicidi di Domenico Cella, Ciro Guazzo e Ciro Lollo: questi tre uomini, legati al clan Giuliano, volevano chiudere le sezioni dell'MSI per favorire un candidato socialista. Nel luglio 2011 il GIP proscioglie Florino dall'accusa disponendo l'archiviazione dell'inchiesta.